# Burugylling
Burugylling (Oriolus bouroensis) är en fågel i familjen gyllingar inom ordningen tättingar.

## Utbredning och systematik
Fågeln förekommer enbart på ön Buru i södra Moluckerna.. Vissa inkluderar även tanimbargylling (O. decipiens) i arten.

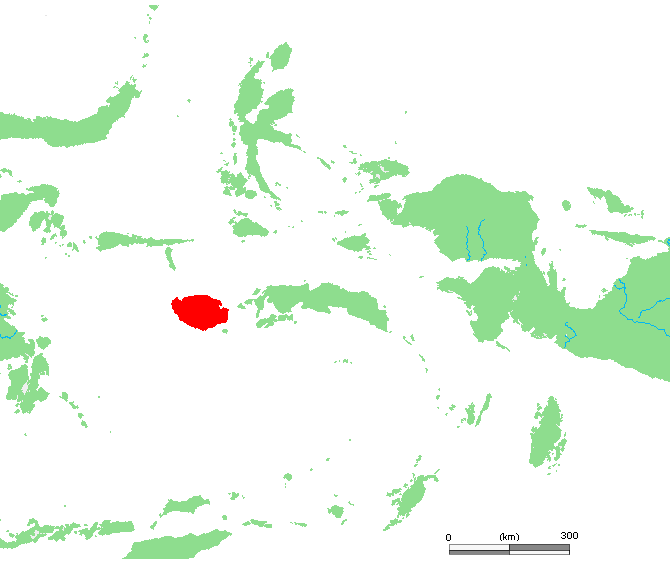
Fågeln förekommer endast på ön Buru i Moluckerna.

## Status
Arten har ett begränsat utbredningsområde, men IUCN kategoriserar den ändå som livskraftig. Beståndsutvecklingen är oklar.